# Эмээм
Эмээм (Эмима) — река на Дальнем Востоке России, протекает по территории Анадырского района Чукотского автономного округа.
Название в переводе с керекского — «глубокая».
Длина реки 22 км. Берёт исток с южных склонов Мэйныпыльгинского хребта Корякского нагорья. В верхнем течении имеет горный характер, с достаточно большой глубиной и сформированным руслом с выраженными перекатами и плесами. Впадает несколькими рукавами в лагуну Эмээм Берингова моря.
В водах реки нерестится нерка и в гораздо меньшем количестве горбуша.
В бассейне реки обнаружено и в ближайшее время предполагается разработка месторождения каменного угля Фандюшкинское поле.
Притоки (от истока): Гравелитовый, Бойкий, Безымянный, Шустрый, Серный, Северная, Медвежий.